# Abramo Fimo Kenneth Organski
Abramo Fimo Kenneth Organski (ur. 12 maja 1923 w Rzymie, zm. 6 marca 1998), był profesorem nauk politycznych na Uniwersytecie w Michigan, twórcą teorii przejęcia władzy i współzałożycielem Insights.
W młodości uczęszczał do Ginnasio Liceo Torquato Tasso. Przybył do Stanów Zjednoczonych uciekając z Włoch z powodu antyżydowskich ustaw reżimu Mussoliniego, a później służył w amerykańskiej armii na Pacyfiku od 1943 do 1945 roku. Po II wojnie światowej zamieszkał w Nowym Jorku, gdzie przyjął obywatelstwo amerykańskie w 1944 roku i uzyskał tytuł BA (1947), MA (1948), oraz dr (1951) w New York University. W 1952 roku zaczął wykładać na Brooklyn College, a od 1964 roku na Uniwersytecie w Michigan, gdzie został profesorem nauk politycznych i naukowcem w Instytucie Badań Społecznych. Był współzałożycielem Insights, firmy konsultingowej koncentrującej się na wprowadzenie dyscypliny naukowej do realizacji polityki i podejmowania decyzji w administracji rządowej i biznesu.
Jego pionierska praca trwała kilka lat, a koncentruje się wokół niektórych aspektów polityki światowej, w tym: demografii, polityki; oraz wielkiej strategii.

## Książki
- World Politics,
- The Stages of Political Development,
- The War Ledger,
- Birth
- Death and Taxes
- The $36 Billion Bargain